# The Substitute (série de films)
Pour les articles homonymes, voir The Substitute.
The Substitute (Le Suppléant au Québec) est le titre d'une série de films d'action initiée en 1996 et scénarisée par Roy Frumkes, Rocco Simonelli et Alan Ormsby (en), rejoints par Dan Gurskis pour le quatrième opus.

Logo de la série de films.

Le schéma de chaque film est identique : un mercenaire effectue un remplacement dans une école où règne une certaine terreur, en se faisant passer pour un enseignant, et y rétablit l'ordre. Sans pouvoir prétendre à une analyse sociologique poussée, The Substitute pose à sa manière la question :  « répression ou éducation ? ».

## The Substitute 2(1998)
- Titre original : The Substitute 2 : School's Out
- Titre français : The Substitute 2
- Titre québécois : Le Suppléant 2 : La Vengeance
- Réalisation : Steven Pearl

Synopsis
Le mercenaire Karl Thomasson se rend à Brooklyn où il doit enterrer son frère, professeur d'histoire assassiné alors qu'il s'interposait lors d'un vol de voiture. Thomasson pense que l'histoire est plus compliquée qu'il n'y paraît et décide de remplacer son frère au lycée pour enquêter sur La fraternité (brotherhood), un gang qui organise des trafics de voitures volées.
Commentaire
Tom Berenger est remplacé par l'acteur Treat Williams. Réalisé pour la télévision, The Substitute 2 adopte un fonctionnement strictement parallèle au premier opus de la série.

## The Substitute 3(1999)
- Titre original : The Substitute 3 : Winner Takes All
- Titre français : The Substitute 3
- Titre québécois : Le Suppléant 3 : Que le meilleur gagne
- Réalisation : Robert Radler

Synopsis
Dans l'université de Long Island, Karl Thomason enquête sur un gang criminel et sur ses liens avec une équipe de football où est pratiqué le dopage, sous couvert d'une partie de la direction de l'établissement.
Commentaire
Réalisé également pour la télévision et tourné en seulement 16 jours, cet épisode des aventures du remplaçant aux méthodes musclées tente de se renouveler en s'occupant d'une nouvelle tranche d'âge (les universitaires) et de nouveaux problèmes.

## The Substitute 4(2001)
- Titre original : The Substitute : Failure Is Not an Option
- Titre français : The Substitute 4
- Titre québécois : Le Suppléant 4 : Une option sur la victoire
- Réalisation : Robert Radler

Synopsis
En Géorgie, un général demande à Karl Thomasson d'infiltrer une académie militaire dont le commandant dirige apparemment une unité néo-nazie sectaire occulte baptisée les Loups-garous, et dont le but est de perpétrer des attentats contre l'Amérique « multiculturelle » (c'est le mot employé dans le film).
Commentaire
Sorti directement en vidéo, ce dernier opus voit le héros doté d'ennemis eux-mêmes soldats, les auteurs voulant sans doute échapper à l'accusation de prôner une justice expéditive rendue par un soldat blanc dans des quartiers pauvres et multi-ethniques. Il peut être de ce fait comparé avec Magnum Force, film où l'inspecteur Harry est aux prises avec un groupe de ses propres collègues qui commettent des meurtres dans le but d’accélérer la marche de la justice.